# Университет „Цинхуа“
Университетът „Цинхуа“ (на китайски: 清华大学) е държавен университет в Пекин, Китай.

## История
Университетът е построен на мястото на кралските градини на династията Цин. Открит е през 1911 г.
Кампусът е с площ от 39,5 км2 и в него са разположени освен академчните сгради библиотека, обсерватория, музей, концертна зала и дори статион.
Към 31 октомври 2022 г. реализацията на студентите по изучаваните специалности е 98%. В същата година се обучават 3197 бакалаври, 2657 магистри и 2149 докторанти. От завършилите 28% решават да продължат образованието си в страната, 7% – в чужбина.
Към 2018 г. се смята за най-доброто висше учебно заведение в Азия.